# حناء مخملباف
حناء مخملباف (بالفارسية: حنا مخملباف) هي مخرجة إيرانية، ولدت في 3 سبتمبر 1988 في طهران في إيران.

## وصلات خارجية
- هناء مخملباف على موقع IMDb (الإنجليزية)
- هناء مخملباف على موقع ألو سيني (الفرنسية)
- هناء مخملباف على موقع أول موفي (الإنجليزية)
- هناء مخملباف على موقع قاعدة بيانات الأفلام السويدية (السويدية)
- هناء مخملباف على موقع قاعدة بيانات الفيلم (الإنجليزية)
- هناء مخملباف على موقع كينوبويسك (الروسية)